# خالد شهاب
خالد شهاب (عربی: الأمير خالد شهاب؛ ۱۱ سپتامبر ۱۸۸۶ – ۱۲ نوامبر ۱۹۷۸) سیاستمدار اهل لبنان بود. وی دو بار از ۲۱ مارس ۱۹۳۸ تا ۱ نوامبر ۱۹۳۸ و از ۱ اکتبر ۱۹۵۲ تا ۱ مه ۱۹۵۳ نخست‌وزیر این کشور بود.
خالد شهاب در ۱۲ نوامبر ۱۹۷۸، در سن ۹۲ سالگی درگذشت.